# Vynohradivka (Consejo de la aldea Tarutyne)
Vynohradivka  (ucraniano: Виноградівка) es un pueblo del Raión de Bolhrad en el Óblast de Odesa de Ucrania. Según el censo de 2001, tiene una población de 1629 habitantes.